# Antal Megyerdi
Antal Megyerdi (5 de dezembro de 1939 — 10 de março de 2013) foi um ciclista de estrada húngaro que competiu no ciclismo nos Jogos Olímpicos de Verão de 1964, representando a Hungria.